# 요제프 괴벨스
파울 요제프 괴벨스(독일어: Paul Joseph Goebbels, 문화어: 파울 요제프 겝벨스, 1897년 10월 29일~1945년 5월 1일)는 나치 독일의 정치인으로 베를린의 대관구지휘자, 나치당의 최고선전가이자 1933년부터 1945년까지 대중계몽선전국가부의 장관이었다. 그는 아돌프 히틀러의 가장 가깝고 헌신적인 수행자 중 한 명으로, 그는 그의 대중 연설 내용과 그가 공개적으로 밝힌 견해에서 분명히 드러난 그의 매우 악의적인 반유대주의로 유명했다. 그는 홀로코스트에서 유대인을 말살하는 것을 포함하여 더 강한 차별을 옹호했다.
작가가 되기를 원했던 괴벨스는 1921년 하이델베르크 대학교에서 문헌학 박사 학위를 취득했다. 그는 1924년에 나치당에 가입했고, 나치 북부 지역에서 그레고어 슈트라서와 함께 일했다. 그는 1926년 베를린의 대관구지휘자로 임명되어 당과 당의 계획을 사람들에게 고취시키기 위해 프로파간다(선전)에 관심을 가지기 시작했다. 1933년 나치가 집권한 이후 괴벨스의 선전부는 신속하게 나치 독일 내의 뉴스 매체, 미술과 정보를 장악하고 통제했다. 그는 선전 목적으로 라디오와 영화라는 당시에 새로 등장한 매체들을 이용하는 것에 능숙했다. 당의 선전 주제에는 반유대주의와 기독교 교회에 대한 공격, (제2차 세계 대전 발발 이후) 국민들의 사기 향상 시도가 포함되었다.
1943년에 괴벨스는 히틀러에게 '총력전'을 시작할 조치를 도입하도록 압박하기 시작했는데, 괴벨스가 말한 조치에는 전쟁 노력에 필수적이지 않은 사업체를 폐쇄하고, 여성들을 징집하여 노동력으로 활용하며, 이전에 징집 면제를 받은 직업을 하던 남성들을 징집하여 국방군에 입대시키는 것이 포함된다. 결국 1944년 7월 23일 히틀러는 그를 총력전을 위한 제국 전권 대사로 임명했고, 이에 따라 괴벨스는 군수품 제조와 국방군에 이용할 수 있는 인원을 늘리기 위한 조치를 시행했으나, 괴벨스의 이러한 조치는 대체로 실패했다.
전쟁이 끝나가고 나치 독일이 패배에 직면하자 마그다 괴벨스와 괴벨스의 아이들은 베를린에서 괴벨스에 합류했다. 그들은 1945년 4월 22일 히틀러의 지하 벙커의 일부인 포르벙커(Vorbunker)로 이동했다. 히틀러는 4월 30일에 자살했고, 히틀러의 유언에 따라 괴벨스가 그를 계승하여 독일 총리가 되었으나, 괴벨스는 이 직책에서 단 하루만을 근무했다. 다음 날 5월 1일, 괴벨스와 그의 아내는 자녀들을 사이안화 칼륨으로 독살한 후 자살했다.

## 어린 시절

### 가계
괴벨스의 할아버지 콘라트 괴벨스는 농부였으나, 그 당시 농촌의 사람들은 도시의 노동자로서의 삶이 자신들에게 더 나은 삶이 될 것이라 믿고 공업 도시로 이동하는 사람들이 많았다. 콘라트도 이중 한 명이었는데, 공업도시 라이트로 이주해서 결혼하고 요제프 괴벨스의 아버지인 프리츠 괴벨스를 1867년에 낳은 후 평생을 노동자(프롤레타리아)로 살았다. 요제프 괴벨스의 아버지 프리츠도 심지 공장에서 단순 노동자일 뿐이었으나, 부지런한 사람이었기 때문에 공장 지배인이 되어 소시민(프티부르주아) 계급이 된다. 프리츠 괴벨스는 1892년에 카타리나 오덴하우젠과 결혼하여 아들 세 명과 딸 세 명을 낳았는데 요제프 괴벨스는 넷째로 태어났다. 형제자매로는 형 콘라트, 한스와 누나 마리아, 여동생 엘리자베트와 마리아가 있었으나 누나 마리아와 여동생 엘리자베트는 태어나자마자 요절했다.

### 출생과 어린시절
요제프 괴벨스는 1897년 10월 29일 독일 노르트라인베스트팔렌주 라이트(Rheydt)에서 아버지 프리츠 괴벨스와 어머니 카나타리 오덴하우젠 사이에서 태어났다. 어릴 때는 형들과 여동생 마리아와 자랐다.
요제프는 어렸을 때 폐렴을 앓아 죽을 고비를 넘기는 등 병약한 신체를 가졌고 그러던 1901년 4세이던 때 골수염에 걸려 오른쪽 다리가 마비되고 내반족이 되어 버렸다. 그의 가족은 요제프를 치료하기 위하여 온갖 노력을 다했지만 수술 또한 실패로 돌아갔고, 요제프는 평생 오른쪽 다리를 절게 된다. 그는 후에 그 굽어진 다리 때문에 친구들은 그를 놀렸고 괴벨스는 자기 자신을 열등한 사람으로 생각하게 되고, 내성적으로 변했다. 하지만 이런 신체적인 결함을 지식으로 만회하려고 했기 때문에 후에 그가 지식인이 되는 계기가 되었다.
1904년 요제프 괴벨스는 초등학교에 입학한 뒤 뛰어난 학업능력을 보여주었고 1908년 고등학교에 진학한다. 고등학교에 진학한 이후 그런 성향이 더욱 더 강하게 되었으며 괴벨스는 상급 학교에서도 최상의 성적을 거두었다. 그 때문에 그의 친구들은 그에게 여러 가지 도움을 청하는 일이 잦아졌고 그는 그 과정에서 우월감을 느꼈다고 한다.

## 활동

### 제1차 세계 대전과 대학생활
1914년 요제프가 16세이던 해에 제1차 세계 대전이 일어났다. 그는 조국을 위해 전선에서 싸우기를 바랐다. 그는 그것을 1년 자원 복무 능력 증명서를 마련해둘 정도로 그 행동을 고귀하고 숭고한 행동으로 보았지만 그 증명서는 효력이 없게 변했고 그는 그저 대체 복무만을 하게 되었다. 그는 전투원은 아니었지만 비전투원으로서 활약함으로써라도 소속감을 가지려고 노력하였다. 전쟁 중에 그의 형제 한스가 프랑스군에 포로로 잡혔고 그의 여형제 엘리자베트가 폐결핵으로 사망하였다.
1917년 3월 전쟁 중에 요제프는 아비투어 시험에 합격하고 고등학교를 진학하였는데 졸업성적과 독일어 실력이 최고였기 때문에 졸업사를 낭독하게 되었다. 여담으로 졸업사가 끝난 뒤 교장은 그에게 유능한 웅변가가 될 재능은 가지고 있지 않다고 말하였다고 한다. 4월 요제프는 본·하이델베르크 대학에 진학한다. 대학교에 있던 중 6월에 소집명령을 받고는 라이트의 조국구호사업회의 행정병으로 소집되어 잠시 근무했었으나 상관들은 그의 다리와 군인답지 못한 외모를 보고 머지 않아 괴벨스를 다시 집으로 돌려 보냈다.
1917년 9월 다시 대학교로 복학한 요제프는 지역 신부의 추천으로 가톨릭 재단의 장학금을 받게 된다. 그리고 대학생활을 하던 중 괴벨스의 기대와 믿음과는 다르게 전쟁은 독일의 항복으로 끝이나고 괴벨스는 그 결과로 그의 신앙을 잃게 되었다.

### 제2차 세계 대전 전 정치 활동
1922년부터 그는 히틀러의 국가 사회주의 독일 노동자당(나치당)에 관심을 가지게 되었고, 그 후로부터 3년 후인 1925년 나치당에 입당했다. 그는 자주 연단에 섰다. 1925년 7월 11일 바이마르에서 열리는 회의 전날 괴벨스는 처음으로 히틀러와 만나게 되는데 그 후로 그는 더 히틀러를 신봉하게 되었다. 하지만 그레고어 슈트라서와 괴벨스는 당 지도부에서의 독재를 저지하기 위하여 독일 북서부의 나치세력을 결집하였다. 그 결과로 그들은 국가사회주의 서한을 발간하였는데 그레고어가 발행인이 되고 괴벨스가 편집을 맡았다.
그들은 그 잡지로 인해 그들의 뜻을 히틀러에게 관철시킬 수 있을 것이라고 믿었다. 괴벨스는 히틀러와 자신의 뜻을 해명할 수 있는 대화 자리를 가지기를 원했는데 히틀러가 독일 북서부 나치를 순방하게 되었다. 11월 6일 브라운슈바이크에서 히틀러와 괴벨스가 두 번째 만남을 가지게 되었는데 괴벨스는 오히려 히틀러에게 완전히 매료 당하고 만다.
1928년 국회의원, 1929년 당 선전 부장으로서, 새로운 선전 수단을 구사하고 교묘한 선동 정치를 하여, 1930년대 당세 확장에 크게 기여하였다. 1933년 나치스가 정권을 잡자, 국민 계몽 선전부 장관·문화회의소 총재로서 문화면을 완전히 통제하고 국민을 전쟁에 동원하였다.

### 제2차 세계 대전
1939년 제2차 세계 대전은 독일의 폴란드 침략으로 발발되었고 괴벨스는 국민들에게 분노를 심어 주기 위해 폴란드가 폴란드의 독일소수 민족들에게 잔혹한 행위들을 한다고 보도하게 하였다. 폴란드 침공 중에 히틀러는 외무부의 외무장관 요아힘 폰 리벤트로프에게 해외 선전을 맡겼다. 이는 리벤트로프가 소련과의 불가침조약을 체결해 히틀러의 신임을 얻었기 때문인데, 이것은 최종적으로 리벤트로프가 괴벨스에게 명령할 수 있는 권한을 얻기도 하게 만들었다. 괴벨스는 이 지시를 거부하며 무력화 하려고 노력했다. 이후로 리벤트로프와 괴벨스는 서로에게 큰 반감을 가지게 된다.
줄어드는 권한을 다시 찾기 위해서 괴벨스는 고위 관료와 국장들을 회의에 소집해 각 담당자들에게 언론, 라디오, 뉴스 등의 선전에 대해 지시를 내렸다.
괴벨스는 전쟁을 위해 국민들의 분노를 이용하기를 원했고 폴란드가 독일계 소수 민족들을 탄압한다고 보도하게 하여 그 분노를 이끌어내었다. 폴란드를 점령한 뒤 히틀러는 서방의 강대국들에게 평화를 제안했다. 괴벨스는 영국의 답변을 기다리며 은근히 평화가 다시 찾아오기를 원했다고 한다. 하지만 영국은 폴란드가 당한 것에 대한 보상을 요구하며 거절했고 히틀러는 평화의 가능성은 없다고 판단하고 영국에 대한 선전을 괴벨스에게 지시하였다. 그에 따라서 10월 14일에 귄터 프린 함장의 독일 잠수함 U-47이 영국 해군의 모항 스캐퍼 플로우에 잠입하여 전함 로열 오크호를 격침하였고, 883명의 전사자를 내었다. 그 즉시 괴벨스는 처칠이 시한 폭탄을 이용해 배를 침몰시키려 했고 그 안에 있던 수백 명의 미국인들을 익사시키려고 했다는 등의 거짓 주장을 라디오 등의 매체를 통하여 펼쳐서 그를 맹공격하였다. 그 후에도 자주 영국 국민과 영국의 지도자들을 분열시키는 선전 활동을 하였다.
1940년대 초부터 괴벨스는 국가를 총력전 상태에 돌입시키도록 히틀러를 부추겼으며, 관련 선동의 선봉에 섰다. 특히 1943년 2월 베를린 슈포르트팔라스트에서 사회 고위층들을 상대로 행한 총력전 연설은 후대에 그의 강렬한 프로파간다의 대표적인 예시로서 들어진다.

### 최후
1945년 히틀러가 자살한 후 나치의 총리에 올랐으나, 이튿날 총리 관저의 대피호에서 6명의 아이들을 모르핀과 사이안화 칼륨으로 살해한 뒤 아내 마그다 괴벨스와 권총으로 동반자살했다. 그리하여 전쟁 후에 남은 유일한 가족은 북미에서 전쟁포로로 잡혀 있던 하랄트 크반트였다. 크반트는 마그다가 그녀의 전 남편 귄터 크반트와의 사이에서 낳은 아들이었는데, 1944년 전쟁 중 공군 중위로 이탈리아에서의 비행기 추락으로 부상을 당하고 적에게 붙잡혀 포로가 되어서 죽음을 면할 수 있었다. 종전 이후 그는 사업가로 활동하다 1967년 비행기 사고로 사망했다.

## 같이 보기
- 거짓 선동

### 참고 문헌
- Balfour, Michael (1979). 《Propaganda in War, 1939–1945: Organisations, Policies, and Publics, in Britain and Germany》. Routledge & Kegan Paul. ISBN 978-0-7100-0193-1.
- Beevor, Antony (2002). 《Berlin: The Downfall 1945》. London: Viking-Penguin Books. ISBN 978-0-670-03041-5.
- Carsten, F. L. (1989). “The Goebbels Diaries”. 《The Historical Journal》 32 (3): 751–756. doi:10.1017/S0018246X00012553. ISSN 0018-246X. JSTOR 2639546. S2CID 162978039.
- “Joseph Goebbels with family. Picture 146-1978-086-03”. Bundesarchiv. 1940–1942. 2020년 8월 9일에 확인함.
- “Datenbank der deutschen Parlamentsabgeordneten. Basis: Parlamentsalmanache/Reichstagshandbücher 1867 – 1938”. 《www.reichstag-abgeordnetendatenbank.de》. 2020년 9월 18일에 확인함.
- Dollinger, Hans (1967) [1965]. 《The Decline and Fall of Nazi Germany and Imperial Japan》. New York: Bonanza. ISBN 978-0-517-01313-7.
- Evans, Richard J. (2003). 《The Coming of the Third Reich》. Penguin Group. ISBN 978-0-14-303469-8.
- Evans, Richard J. (2005). 《The Third Reich in Power》. New York: Penguin. ISBN 978-0-14-303790-3.
- Evans, Richard J. (2008). 《The Third Reich at War》. New York: Penguin Group. ISBN 978-0-14-311671-4.
- Fest, Joachim (2004). 《Inside Hitler's Bunker: The Last Days of the Third Reich》. New York: Farrar, Straus and Giroux. ISBN 978-0-374-13577-5.
- Goebbels, Joseph (1944) [1943]. “Nun, Volk steh auf, und Sturm brich los!” [Nation, Rise Up, and Let the Storm Break Loose]. 《German Propaganda Archive》. Calvin University.
- Goebbels, Joseph (1927) [1926]. “Der Nazi-Sozi” [The Nazi-Sozi]. 《German Propaganda Archive》. Grand Rapids, Michigan: Calvin University.
- Goebbels, Joseph (September 1935). “Jews will destroy culture”. Nazi Party Congress at Nuremberg.
- Gunther, John (1940). 《Inside Europe》. New York: Harper & Brothers. OCLC 836676034.
- Hale, Oron J. (1973). 《The Captive Press in the Third Reich》. Princeton, NJ: Princeton University Press. ISBN 0-691-00770-5.
- “Hitler's Last Days”. Government of the United Kingdom. MI5 Security Service. 2020년 8월 9일에 확인함.
- Höffkes, Karl (1986). 《Hitlers Politische Generale. Die Gauleiter des Dritten Reiches; ein biographisches Nachschlagewerk》. Tübingen: Grabert-Verlag. ISBN 3-87847-163-7.
- Hull, David Stewart (1969). 《Film in the Third Reich: A Study of the German Cinema, 1933–1945》. Berkeley: University of California Press.
- Joachimsthaler, Anton (1999) [1995]. 《The Last Days of Hitler: The Legends, the Evidence, the Truth》. Trans. Helmut Bögler. London: Brockhampton Press. ISBN 978-1-86019-902-8.
- Kershaw, Ian (2008). 《Hitler: A Biography》. New York: W. W. Norton & Company. ISBN 978-0-393-06757-6.
- Longerich, Peter (2010). 《Holocaust: The Nazi Persecution and Murder of the Jews》. Oxford; New York: Oxford University Press. ISBN 978-0-19-280436-5.
- Longerich, Peter (2012). 《Heinrich Himmler: A Life》. Oxford; New York: Oxford University Press. ISBN 978-0-19-959232-6.
- Longerich, Peter (2015). 《Goebbels: A Biography》. New York: Random House. ISBN 978-1400067510.
- Manvell, Roger; Fraenkel, Heinrich (2010) [1960]. 《Doctor Goebbels: His Life and Death》. New York: Skyhorse. ISBN 978-1-61608-029-7.
- Michael, Robert (2006). 《Holy Hatred: Christianity, Antisemitism, and the Holocaust》. Springer. ISBN 0230601987.
- Miller, Michael D.; Schulz, Andreas (2012).  Albrecht, Herbert; Hüttmann, H. Wilhelm, 편집. 《Gauleiter: The Regional Leaders of the Nazi Party and their Deputies, 1925–1945》. Bender. ISBN 978-1-932970-21-0.
- Misch, Rochus (2014) [2008]. 《Hitler's Last Witness: The Memoirs of Hitler's Bodyguard》. London: Frontline Books-Skyhorse Publishing. ISBN 978-1-848-32749-8.
- Orlow, Dietrich (1973) [1969]. 《The History of the Nazi Party: 1933-1945》. University of Pittsburgh Press. ISBN 0-822-93253-9.
- Read, Anthony (2003). 《The Devil's Disciples: The Lives and Times of Hitler's Inner Circle》. London: Jonathan Cape. ISBN 0-224-06008-2.
- Rees, Laurence (writer, director) Kershaw, Ian (writer, consultant) (2012). 《The Dark Charisma of Adolf Hitler》 (television documentary). UK: BBC. 2020년 8월 9일에 확인함.
- Reuth, Ralf Georg (1994). 《Goebbels》. Harvest. ISBN 978-0-15-600139-7. online
- Shirer, William L. (1960). 《The Rise and Fall of the Third Reich》. New York: Simon & Schuster. ISBN 978-0-671-62420-0.
- Siemens, Daniel (2013). 《The Making of a Nazi Hero: The Murder and Myth of Horst Wessel》. I.B.Tauris. ISBN 978-0-85773-313-9.
- Snell, John L. (1959). 《The Nazi Revolution: Germany's Guilt Or Germany's Fate?》. Boston: Heath & Co. OCLC 504833477.
- Staff (1967년 10월 1일). “Die stille Gruppe”. 《Der Spiegel》 (독일어). 2021년 12월 4일에 확인함.
- Staff (1938년 3월 28일). “Hitler Takes Austria: Goebbels and Reichsautobahn”. 《Life》. 4권 3호. 20쪽. 2016년 2월 28일에 확인함.
- Staff (2012년 9월 25일). “Joseph Goebbels love letters up for auction”. 《The Telegraph》. Associated Press. 2012년 9월 25일에 원본 문서에서 보존된 문서.
- Stachura, Peter D. (2015). 《Gregor Strasser and the Rise of Nazism》. London: Routledge. ISBN 978-1-138-79862-5.
- Thacker, Toby (2010) [2009]. 《Joseph Goebbels: Life and Death》. New York: Palgrave Macmillan. ISBN 978-0-230-27866-0.
- Vinogradov, V. K. (2005). 《Hitler's Death: Russia's Last Great Secret from the Files of the KGB》. Chaucer Press. ISBN 978-1-904449-13-3.

| 전임 (신설) | 제1대 독일국 대중계몽선전성 장관 1933년 3월 13일 ~ 1945년 4월 30일 | 후임 베르너 나우만 |

| 전임 윌리엄 스티븐스 | 제4대 올림픽 조직위원회 위원장 1932년 2월 15일 ~ 1936년 2월 16일 | 후임 (제2차 세계대전 취소) 알프레트 슐레피·하인리히 슐레피 |

| 전임 조지 브리안트 | 제10대 올림픽 조직위원회 위원장 (카를 리터 폰 할트와 공동재임) 1932년 8월 14일 ~ 1936년 8월 16일 | 후임 (제2차 세계대전 취소) 버글리 경 |

| 전임 (지도자 겸 국가수상)아돌프 히틀러 | 제16대 독일국 국가수상 1945년 4월 30일 ~ 1945년 5월 1일 | 후임 요한 루트비히 그라프 슈베린 폰 크로지크 |